# Авер'янов Андрій Володимирович
Андрій Володимирович Авер'янов (нар. 27 січня 1966, Ашхабад, Туркменська РСР) — російський генерал-майор, командир військової частини 29155  ГРУ, також відомої як 161-й центр підготовки спеціалістів. Кавалер трьох орденів Мужності, Герой Росії. Імовірно причетний до ряду таємних операцій ГРУ, зокрема отруєння Скрипалів.

## Життєпис
Народився у 1966 році в Ашгабаті. Жив у 1-му військовому містечку. У 1988 році закінчив Ташкентське вище загальновійськове командне училище імені В. І. Леніна.
Брав участь у війні в Афганістані, а також у Косовській і Другій чеченській війнах.
Кавалер трьох орденів Мужності. За даними Радіо Свобода і Bellingcat, першу міг отримати в Афганістані, другу — під час служби у лавах миротворчих військ на Балканах, третю — під час Чеченської війни.
У 2004 році займав посаду молодшого аташе в російському посольстві в Варшаві. Влітку 2008 року мав перейти на посаду помічника військового аташе Росії в Осло, проте замість цього був призначений командиром підрозділу 29155 ГРУ, також відомої як 161-й центр підготовки спеціалістів.
У 2015 році отримав звання Герой Росії. За версією Радіо Свобода, Авер'янов отримав його за активну участь в анексії Криму.
За даними видань Радіо Свобода та The New York Times, а також агентства онлайн-розслідувань Bellingcat, був причетний до отруєння Сергія і Юлії Скрипалів у 2018 році, а також спроби державного перевороту в Чорногорії у 2016 році.
20 жовтня 2023 року The Insider випустило розслідування Христо Грозева, Майкла Вайса та Романа Доброхотова, в якому зазначається, що Андрій Авер'янов був одним з керівників диверсійної групи, що влаштовували 12 листопада 2011 года вибухи на військовому складі в болагрському селі Ловнидол, націлені на те, щоб не допустити постачання зброї Грузії. Болгарська компанія EMCO купила кілька тисяч артилерійських снарядів радянського зразка, які Словаччина списала 2009 року через перехід на стандарти НАТО. У ГРУ були впевнені, що EMCO продасть ці снаряди в Грузію, і дуже цього побоювалися: після того, як Росія 2008 року де-факто анексувала Абхазію і Південну Осетію, у Кремлі очікували, що Грузія може спробувати ці регіони повернути.
Згідно розслідування, Авер'янов також був причетний до вибухів в інших містах Європи. Менш ніж через рік після Ловнидолу вибухнув ще один склад боєприпасів у Болгарії. 5 червня 2012 року на складах недалеко від міста Стралжа, на головній трасі між Софією і портом у Бургасі, було підірвано боєприпаси, призначені для експорту в Грузію. Загинуло 3 людини, 18 отримали поранення, більше 150 людей було евакуйовано з найближчих сел.
21 березня 2015 року понад 2 тисячі ракет і протитанкових гранат, призначених для експорту в Україну, вибухнули на складі в Іганово, недалеко від Сопота, де розташований найбільший у країні виробник озброєнь. Усі докази, що залишилися на місці потужного вибуху в Іганово, зібрала поліція, їх відправили на зберігання в судово-медичний центр у Софії до завершення розслідування. Однак ці докази зникли 31 травня 2015 року після того, як пожежа, що виникла за нез'ясованих обставин, охопила будівлю, де вони зберігалися.
10 травня 2024 року чеська поліція оголосила у розшук генерала ГРУ Андрія Авер'янова, якого підозрюють у причетності до вибуху складів боєприпасів у Врбетицях. За даними чеського сайту Seznam Zprávy, з Авер'яновим спілкувалися Олена та Микола Шапошникови — російські шпигуни, які отримали чеське громадянство. Шапошников був співробітником збройової компанії Imex Group, боєприпаси якої вибухнули у Врбетицях. За даними поліції, подружжя Шапошникових надало російській розвідці інформацію про діяльність компанії та забезпечило агентам ГРУ документи для відвідування складу.

## Родина
Є дочка.

## Хоббі
Цікавиться зброєю, зокрема холодною. Колекціонує її.
Є автором перекладів двох книг про холодну зброю балканських країн і Османської імперії:
- Бранко Богданович. Холодное оружие Сербии, Черногории, Югославии. — Фонд «Русские витязи», М., 2010. — 328 с. — ISBN: 978-5-903389-34-6
- Бранко Богданович. Холодное оружие Османской империи и Албании. — Фонд «Русские Витязи», М., 2011. – 152 с. : ил. (Серия «Военное дело Балканских стран»). — ISBN 978-5-903389-31-5[12]

Оформив патент на ніж власного винаходу, руків'я якого прикрашене гвоздикою — одним із символів ГРУ.

## Нагороди
- Кавалер трьох «Орденів Мужності»;
- Звання «Герой Російської Федерації» (2015).